# Leighlinbridge
Leighlinbridge (irisch Leithghlinn an Droichid, dt. „Halbtal der Brücke“) ist ein kleiner Ort im County Carlow in Irland. Bei der Volkszählung im Jahr 2022 hatte Leighlinbridge 959 Einwohner.

## Lage
Leighlinbridge liegt 12 km südlich der Stadt Carlow an beiden Ufern des Flusses Barrow. Der östlich des Flusses gelegene Teil besteht aus dem Townland Leighlinbridge und der westliche aus dem Townland Ballyknockan (Baile an Chnocáin). In Nord-Süd-Richtung liegt der Ort nahe der Autobahn Dublin–Waterford, in Ost-West-Richtung gibt es nur kleinere Landstraßen.

## Sehenswürdigkeiten
In Leighlinbridge und den umliegenden Townlands gibt es mehrere Sehenswürdigkeiten:
- 1320 wurde eine Brücke mit neun Bögen über den Barrow gebaut. In neuerer Zeit wurde sie durch die jetzige Brücke an gleicher Stelle ersetzt.
- Vermutlich gleichzeitig wurde zum Schutz der Brücke die als Black Castle (An Caisleán Dubh) bekannte Burg (Tower House) errichtet. Das jetzige Bauwerk stammt größtenteils aus dem 16. Jahrhundert.
- Circa 1 km südlich auf der anderen Flussseite befindet sich eine 10 m hohe normannische Motte.
- Im Townland Orchard (An tAbhallort) 2,5 km nördlich befindet sich direkt an der R448 ein kleines, undekoriertes Hochkreuz aus Granit.
- 3 km westlich in Old Leighlin (Seanleithghlinn) steht eine Kathedrale, deren älteste Teile aus dem 13. Jahrhundert stammen. In der Nähe steht ein weiteres undekoriertes kleines Hochkreuz neben einer Heiligen Quelle (Saint Molaise’s Well, irisch Tobar Molaise)

## Persönlichkeiten
- Patrick Francis Kardinal Moran (1830–1911), Erzbischof von Sydney, wurde in Leighlinbridge geboren.
- Myles Keogh (1840–1876), amerikanischer Offizier, gefallen bei der Schlacht am Little Bighorn, wurde im Townland Orchard bei Leighlinbridge geboren.
- John Tyndall (1820–1893), ein bedeutender Physiker, wurde in Leighlinbridge geboren.

## Verkehrsanbindung
Hauptartikel: Straßensystem in Irland
Bis in die 1990er Jahre führte die N9 direkt durch Leighlinbridge. Danach wurde eine Umgehungsstraße gebaut. Im Jahr 2009 wurde diese durch die neu fertiggestellte, etwas weiter westlich verlaufende M9 ersetzt und die gesamte N9 zur R448 herabgestuft.
Die Bus-Éireann-Linie Nr. 4 (Dublin – Waterford) hält mehrmals täglich 400 m außerhalb des Ortes.
In Carlow und Muine Bheag (Bagenalstown) sind die nächstgelegenen Bahnhöfe; dort halten Züge der Linie zwischen Dublin (Heuston) und Waterford.

## Trivia
In der Nacht des 28. November 1999 war für mehrere Sekunden einer heller Meteorit über Carlow zu sehen, bevor er mit einem lauten Knall verschwand. Eine ältere Frau aus Leighlinbridge fand am 12. Dezember 1999 ein Stück des Meteoriten (später wurden noch zwei weitere Teile gefunden); zusammen hatten sie ein Gewicht von 271,4 Gramm. Das Internationale Meteoriten Nomenklatur Komitee gab ihnen offiziell den Namen Leighlinbridge. Sie waren zum damaligen Zeitpunkt die ersten Stücke, die seit 1865 in Irland gefunden wurden.